# Raf Baldassarre
Raf Baldassarre, de son nom complet Raffaele Baldassarre, né à  Giurdignano le 18 janvier 1932, mort à Rome le 11 janvier 1995, est un acteur italien. 

## Biographie
Né à Giurdignano dans les Pouilles, Raffaele Baldassarre a commencé sa carrière à la fin des années 1950. Il a joué dans de nombreux films  péplum et d’aventure, alternant rôles stéréotypés du jeune méchant et fidèle ami du protagoniste. Dans la seconde moitié des années 1960, suivant la mode des noms de scène à la sonorité américaine, il est crédité comme Ralph Baldwyn ou Ralph Baldwin dans plusieurs westerns spaghettis. Il a été actif jusqu'au milieu des années 1980 et a parfois travaillé en tant que producteur.

## Filmographie partielle
- 1957 : La Belle et le Corsaire (Il corsaro della Mezza Luna) de G. M. Scotese
- 1960 : Salammbô
- 1961 : La Ruée des Vikings
- 1961 : Hercule à la conquête de l'Atlantide
- 1961 : Néfertiti, reine du Nil
- 1961 : L'Esclave de Rome
- 1961 : Le Glaive du conquérant
- 1962 : L'Ombre de Zorro
- 1962 : Ulysse contre Hercule
- 1963 : La Griffe du coyote
- 1964 : Pour une poignée de dollars
- 1967 : Un dollar entre les dents  (Un dollaro tra i denti) de Luigi Vanzi
- 1967 : Un homme, un cheval et un pistolet (Un uomo, un cavallo, una pistola) de Luigi Vanzi
- 1968 : El mercenario
- 1968 : Le Commando du sergent Blynn (Giugno '44 - Sbarcheremo en Normandie) de León Klimovsky
- 1968 : Le grand silence
- 1969 : Garringo de Rafael Romero Marchent : Damon
- 1970 : Arizona se déchaîne de Sergio Martino : Bigley
- 1970 : Killer amigo (Ehi amigo... sei morto!) de Paolo Bianchini : Manolo
- 1971 : Blindman, le justicier aveugle
- 1971 : Le Jour du jugement
- 1971 :  Les Fantômes de Hurlevent
- 1975 : Chats rouges dans un labyrinthe de verre  (Gatti rossi in un labirinto di vetro)
- 1976 : Les Sorciers de l'île aux singes (Safari Express) de Duccio Tessari
- 1981 : Fantôme d'amour
- 1983 : Hercule
- 1985 : Les Aventures d'Hercule (Le avventure dell'incredibile Ercole)